# Арбана
Арбана (фр. Arbanats) насеље је и општина у југозападној Француској у региону Аквитанија, у департману Жиронда која припада префектури Бордо.
По подацима из 2011. године у општини је живело 1.107 становника, а густина насељености је износила 145,66 становника/km². Општина се простире на површини од 7,6 km². Налази се на средњој надморској висини од 18 метара (максималној 34 m, а минималној 2 m).

## Демографија
| 1962. | 1968. | 1975. | 1982. | 1990. | 1999. | 2011. |
| ----- | ----- | ----- | ----- | ----- | ----- | ----- |
| 483   | 541   | 556   | 652   | 757   | 821   | 1.107 |

График промене броја становника у току последњих година